# Rudki (gmina Zakrzówek)
Rudki – kolonia w Polsce położona w województwie lubelskim, w powiecie kraśnickim, w gminie Zakrzówek.
W latach 1975–1998 miejscowość położona była w województwie lubelskim.
W Rudkach istnieje Leśniczówka Nadleśnictwa Kraśnik przy jednym obszarów leśnych w powiatu kraśnickiego tzw. Ordynackim. Przez las biegnie gruntowa droga do Kraśnika o długości ok. 5 km.
Miejscowość stanowi sołectwo gminy Zakrzówek. Według Narodowego Spisu Powszechnego (III 2011 r.) wieś liczyła 160 mieszkańców.